# 2.5 Dimensional Seduction
2.5 Dimensional Seduction - La seduzione a 2.5 dimensioni di Ririsa (2.5次元の誘惑?, 2.5-jigen no Ririsa) è un manga scritto e disegnato da Yu Hashimoto serializzato dal 15 giugno 2019 sul sito web Shōnen Jump+ di Shūeisha. Un adattamento anime prodotto da J.C.Staff è stato trasmesso in Giappone dal 5 luglio al 13 dicembre 2024. Una seconda stagione è stata annunciata.

## Trama
Masamune Okumura, uno studente del secondo anno delle scuole superiori, ricopre il ruolo di presidente nonché unico membro del club di manga della sua scuola. Okamura, in quanto otaku, afferma di non avere alcun interesse per le ragazze reali per via della sua ossessione per un personaggio immaginario femminile di un manga chiamato The Ashford Chronicles, di cui è un grandissimo fan. Un giorno, una studentessa del primo anno di nome Lilysa Amano, appassionata di cosplay, si unisce al club e recluta Okamura come suo fotografo ufficiale. Quando Okamura scopre che Liliel è anche il personaggio preferito della ragazza, in lui si sviluppa un conflitto riguardo ai sentimenti romantici che prova nei confronti di Liliel. In seguito, altre ragazze si uniranno al club.

## Personaggi
Masamune Okumura (奥村 正宗?, Okumura Masamune)
Doppiato da: Jun'ya Enoki
Okamura è uno studente del secondo anno delle scuole superiore che è il presidente e unico membro del club di manga della sua scuola. È un otaku ossessionato da Liliel, il suo personaggio immaginario femminile preferito di un manga.
Ririsa Amano (天乃 リリサ?, Amano Ririsa)
Doppiata da: Kaori Maeda
Lilysa è una studentessa del primo anno che si unisce al club di manga. Ha una passione per il cosplay e decide di reclutare Okumura come suo fotografo. Proprio come Okumura, anche lei è una fan di Liliel.
Mikari Tachibana (橘 美花莉?, Tachibana Mikari)
Doppiata da: Akari Kitō
Mikari è un'amica d'infanzia di Okumura che fa la modella. Ha una cotta per lui fin da quando erano bambini.
753♡ (Nagomi)
Doppiata da: Aya Yamane
753♡ è una cosplayer professionista. Data la sua popolarità, è considerata una delle quattro regine celesti del cosplay.
Magino (マギノ?)
Doppiata da: Yuka Nukui
Magino è una cosplayer disposta a dare consigli a Ririsa e Okumura.
Ogino (オギノ?)
Doppiato da: Tomokazu Sugita
Ogino è un fotografo che frequenta Magino. Serve come mentore per Okumura.
Mayuri Hanyu (羽生 まゆり?, Hanyū Mayuri)
Doppiata da: M.A.O
Mayuri è una nuova e popolare insegnante che diventa consulente del club di manga. È una ex cosplayer nota come Mayura (まゆら?), una delle quattro Deva del Cosplay.
Nonoa (ノノア?)
Doppiata da: Sayumi Suzushiro
Nonoa è una cosplayer alle prime armi che vuole diventare amica di Ririsa. Tuttavia, ha difficoltà a praticare cosplay a causa della sua insicurezza.
Aria Kisaki (喜咲アリア?, Kisaki Aria)
Doppiata da: Sayumi Watabe
Aria è una nuova cosplayer che apparentemente non ha molte conoscenze su anime e manga.
Hana Tsubaki (椿ハナ?, Tsubaki Hana)
Compare solo nel manga. Hana è una ragazza dalle origini nobili che vuole diventare una otaku perciò diventa anche cosplayer.

## Media

### Manga
Il manga, scritto e disegnato da Yu Hashimoto, viene serializzato dal 15 giugno 2019 sul sito web Shōnen Jump+ di Shūeisha. I capitoli vengono raccolti in volumi tankōbon a partire dal 4 ottobre 2019. Al 2 maggio 2025 i volumi totali ammontano a 23.
La serie è distribuita in Nord America da Seven Seas Entertainment e in Francia da Soleil Productions.

#### Volumi
| 1  | 4 ottobre 2019 | ISBN 978-4-08-882129-0 |
| 1  | Capitoli - 1. (異次元の新入生?, Ijigen no shinnyūsei) - 2. (はじめての撮影会?, Hajimete no satsuei-kai) - 3. (激エロポーズ?, Geki Ero Pōzu) - 4. (制服で撮影会！?, Seifuku de satsuei-kai!) - 5. ("併せ"の予感?, "Awase" no yokan) - 6. (美花莉のきもち?, Mikari no kimochi) - 7. (どっちがリリエル!??, Docchi ga Ririeru!?) |                        |
| 2  | 4 gennaio 2020 | ISBN 978-4-08-882182-5 |
| 2  | Capitoli - 8. (初めてのコスプレ?, Hajimete no Kosupure) - 9. (リリ×ミリ?, Riri × Miri) - 10. (夜の部室で編集!??, Yoru no bushitsu de henshū!?) - 11. (デートみたいな朝?, Dēto mitaina asa) - 12. (いざ初イベント!?, Iza hatsu Ibento!) - 13. (更衣室で一大事!??, Kōi-shitsu de ichidaiji!?) - 14. (目線の行方?, Mesen no yukue) - 15. (初イベント終ろ!!?, Hatsu Ibento owaro!!) - 16. (美花莉の挑戦!?, Mikari no chōsen!) - Bonus. (コスプレイヤー百物語?, Kosupureiyā hyakumonogatari)                                                              |                        |
| 3  | 4 febbraio 2020 | ISBN 978-4-08-882207-5 |
| 3  | Capitoli - 17. (２.5次元カフェ!??, Nitengo-jigen Kafe!?) - 18. (先輩の秘密特訓!??, Senpai no himitsu tokkun!?) - 19. (リリエル、ピンチです!??, Ririeru, Pinchi desu!?) - 20. (顧問の先生が必要です?, Komon no sensei ga hitsuyō desu) - 21. (まゆり先生を説得です！?, Mayuri-sensei o settoku desu!) - 22. (活動報告です！?, Katsudō hōkoku desu!) - 23. (二人の答えです?, Futari no kotae desu) - 24. (コスプレを愛してる？?, Kosupure o aishiteru?) - Bonus. (激エロROMが作りたいっ!?, Geki Ero Romu ga tsukurita itsu!)                           |                        |
| 4  | 13 maggio 2020 | ISBN 978-4-08-882337-9 |
| 4  | Capitoli - 25. (プロの実力?, Puro no jitsuryoku) - 26. (リリサの問題?, Ririsa no mondai) - 27. (キミはリリエルじゃない?, Kimi wa Ririeru janai) - 28. (まゆら様VS753!!?, Mayura-sama VS Nagomi!!) - 29. (ライバル?, Raibaru) - 30. (リリエル復活ですっ！?, Ririeru fukkatsu desu!) - 31. (同じ笑顔で?, Onaji egao de) - 32. (魔法の鎧?, Mahō no yoroi) - Bonus. (753、花の金曜日?, 753, hana no kin'yōbi) |                        |
| 5  | 3 luglio 2020 | ISBN 978-4-08-882355-3 |
| 5  | Capitoli - 33. (三叉路?, Sansaro) - 34. (画面のこちらがわ?, Gamen no kochira ga wa) - 35. (大人の覚悟?, Otona no kakugo) - 36. (コスプレ今昔?, Kosupure konjaku) - 37. (5人の新星?, 5-nin no shinsei) - 38. (NONOA?) - 39. (友達できるかな?, Tomodachi dekiru ka na) - 40- (乃愛ちゃんは?, Osamu ai-chan wa) - Bonus. (アイドルリリエル 撮影会ですっ!!?, Aidoru Ririeru satsuei-kai de sutsu!!) |                        |
| 6  | 4 settembre 2020 | ISBN 978-4-08-882464-2 |
| 6  | Capitoli - 41. (自分の気持ち?, Jibun no kimochi) - 42. (あなたと一緒に?, Anata to issho ni) - 43. (ともだち?, Tomodachi) - 44. (明日の私へ?, Ashita no watashi e) - 45. (騎士?, Kishi) - 46. (私のやり方?, Watashi no yarikata) - 47. (アリアちゃんを 沼に落とします!?, Aria-chan ōnuma ni otoshimasu!) - 48. (仲間になりたい?, Nakama ni naritai) - Bonus. (アリアちゃんの 研究ですっ!??, Aria-chan no kenkyū de sutsu!?) |                        |
| 7  | 4 dicembre 2020 | ISBN 978-4-08-882565-6 |
| 7  | Capitoli - 49. (友達と?, Tomodachi to) - 50. (運命?, Unmei) - 51. (アリア?, Aria) - 52. (いざコミですっ!?, Iza Komike de sutsu!) - 53. (屋上の戦い?, Okujō no tatakai) - 54. (夏コミの魔物?, Natsu Komi no mamono) - 55. (斜陽の下で?, Shayō no shita de) - 56. (友達と作る世界?, Tomodachi to tsukuru sekai) - Bonus. (2.5次元の誘惑?, Nitengo-jigen no Mikari) |                        |
| 8  | 4 febbraio 2021 | ISBN 978-4-08-882635-6 |
| 8  | Capitoli - 57. (罪人?, Tsumibito) - 58. (主人公の物語?, Shujinkō no monogatari) - 59. (2.5次元の再会?, Nitengo-jigen no saikai) - 60. (リリエル外伝?, Ririeru gaiden) - 61. (アリアの気持ち?, Aria no kimochi) - 62. (コミケデートです!??, Komike Dēto desu!?) - 63. (この素敵な世界?, Kono sutekina sekai) - 64. (夏合宿です!??, Natsu gasshuku desu!?) - Bonus. (コスプレイヤーNONOAの ルーティーン?, Kosupureiyā NONOA no Rūtīn) |                        |
| 9  | 2 aprile 2021 | ISBN 978-4-08-882664-6 |
| 9  | Capitoli - 65. (漫研 on the beach?, Manken on the beach) - 66. (いま本当の肝が試される?, Ima hontō no kimo ga tamesa reru) - 67. (ミリエラの奥?, Miriera no oku) - 68. (美花莉の絶望?, Mikari no zetsubō) - 69. (天使の次元?, Tenshi no jigen) - 70. (2.5次元のリリサ?, Nitengo-jigen no Ririsa) - 71. (聖母?, Seibo) - 72- (まーくんとまり姉?, Ma-kun to Mari ane) - Bonus. (合宿の夜?, Gasshuku no yoru) - Bonus. (まゆらとエリの初デート?, Mayura to Eri no hatsu Dēto)                                                                           |                        |
| 10 | 2 luglio 2021 | ISBN 978-4-08-882754-4 |
| 10 | Capitoli - 73. (コスプレカフェですっ!??, Kosupure Kafe de sutsu!?) - 74. (衣装会議ですっ!!?, Ishō kaigi de sutsu!) - 75. (まり姉の秘密?, Mari ane no himitsu) - 76. (制服を脱ぎ捨てて?, Seifuku o nugisutete) - 77. (私のコスプレ?, Watashi no Kosupure) - 78. (面影?, Omokage) - 79. (7匹の猫?, Nanahiki no neko) - 80. (全部の私?, Zenbu no watashi) - Bonus. (ブタイウラ?, Butaiura) |                        |
| 11 | 4 ottobre 2021 | ISBN 978-4-08-882838-1 |
| 11 | Capitoli - 81. (爽鐘?, Sayaka Kane) - 82. (まり姉とお勉強ですっ!?, Mari ane to o benkyō de sutsu!) - 83. (文化祭打ち上げですっ!?, Bunkamatsuri uchiage de sutsu!) - 84. (瀧ミドリの憂鬱?, Taki Midori no yūtsu) - 85. (定期テストですっ!?, Teiki Tesuto de sutsu!) - 86. (冬コミの準備ですっ!!?, Fuyu Komi no junbi de sutsu!!) - 87. (キャラセレですっ!!?, Kyarasere de sutsu!!) - 88. (ガチャ大会ですっ!?, Gacha taikai de sutsu!) - Bonus. (文化祭デートですっ!??, Bunkamatsuri Dēto de sutsu!?) - Bonus. (カラオケおかわり!?, Karaoke o kawari!) |                        |
| 12 | 3 dicembre 2021 | ISBN 978-4-08-882899-2 |
| 12 | Capitoli - 89. (夜姫?, Yoki) - 90. (冬が来る?, Fuyugakuru) - 91. (オタクの聖夜?, Otaku no seiya) - 92. (いざ冬コミですっ!!?, Iza fuyu Komike de sutsu!!) - 93- (2.5次元の衣装?, Nitengo-jigen no ishō) - 94. (グループA?, Gurūpu A) - 95. (覚醒?, Kakusei) - 96. (プロのあそび?, Puro no asobi) - Bonus. (オタクの聖夜・アフター?, Otaku no aeiya Afutā) |                        |
| 13 | 4 marzo 2022 | ISBN 978-4-08-883070-4 |
| 13 | Capitoli - 97. (12月28日?, Jūnigatsu nijūhachi-nichi) - 98. (炎?, Honō) - 99. (C99?) - 100. (キラキラ?, Kirakira) - 101. (戦いおわって?, Tatakai owatte) - 102. (初詣?, Hatsumōde) - 103. (コラボカフェです!?, Korabo Kafe desu!) - 104. (まりなクッキング?, Marina Kukkingu) - Bonus. (オタクたちの大晦日?, Otaku-tachi no ōmisoka) - Bonus. (裏バレンタイン?, Ura Barentain) |                        |
| 14 | 4 luglio 2022 | ISBN 978-4-08-883166-4 |
| 14 | Capitoli - 105. (オタクのバレンタイン?, Otaku no Barentain) - 106. (本命?, Honmei) - 107. (壁?, Kabe) - 108. (0.5次元の薄氷(前編)?, Reitengo-jigen no hakuhyō (zenpen)) - 109. (0.5次元の薄氷(後編)?, Reitengo-jigen no hakuhyō (kōhen)) - 110. (啓蟄?, Keichitsu) - 111. (「異次元の2年生」?, "Ijigen no ninensei") - 112. (春?, Haru) - Bonus. (まりなの懺悔?, Marina no zange) - Bonus. (ホワイトデー?, Howaitodē) |                        |
| 15 | 4 ottobre 2022 | ISBN 978-4-08-883286-9 |
| 15 | Capitoli - 113. (部活見学ですっ!?, Bukatsu kengaku de sutsu!) - 114. (自由の翼?, Jiyū no tsubasa) - 115. (生産的なオタクです??, Seisan-tekina otaku desu?) - 116. (漫研の正体?, Manken no shōtai) - 117. (遺伝?, Iden) - 118. (裏技?, Urawaza) - 119. (バキエル?, Bakieru) - 120. (天界?, Tenkai) - Bonus. (「ツバキ詰め放題」?, "Tsubaki tsume-hōdai") |                        |
| 16 | 4 gennaio 2023 | ISBN 978-4-08-883392-7 |
| 16 | Capitoli - 121. (魔界?, Makai) - 122. (業火?, Gōka) - 123. (今ここにある解?, Ima koko ni aru kai) - 124. (ハナツバキ?, Hanatsubaki) - 125. (楽しいだけ?, Tanoshī dake) - 126. (屋外オタ活ですっ!!?, Okugai ota katsu de sutsu!!) - 127. (最後の四天王?, Saigo no shiten'nō) - 128. (アニメ化ですっ!??, Anime-ka de sutsu!?) - Bonus. (「水着を選びますっ!」?, "Mizugi o erabi ma sūtsu!") |                        |
| 17 | 2 maggio 2023 | ISBN 978-4-08-883520-4 |
| 17 | Capitoli - 129. (女王様?, Joō-sama) - 130. (次の四天王?, Tsugi no shiten'nō) - 131. (君たちは何をしたいのか?, Kimitachi wa nani o shitai no ka) - 132. (間?, Ma) - 133. (お花畑?, Ohanabatake) - 134. (春合宿ですっ!??, Haru gasshuku de sutsu!?) - 135. (重なる影?, Kasanaru kage) - Bonus. (「せわやき☆みかりん」?, "Sewayaki☆Mikarin") - Bonus. (「おとまりおかわり!」?, "Otomari kawari!") - Bonus. (イラスト傑作選?, Irasuto kessaku-sen) |                        |
| 18 | 4 settembre 2023 | ISBN 978-4-08-883683-6 |
| 18 | Capitoli - 136. (となりの天使?, Tonari no tenshi) - 137. (色なき世界?, Iro naki sekai) - 138. (何者?, Nanimono) - 139. (淡雪?, Awayuki) - 140. (私の願い?, Watashi no negai) - 141. (愛色の世界?, Aiiro no sekai) - 142. (何者の夢?, Nanimono no yume) - 143. (編集スタートですっ!?, Henshū Sutāto de sutsu!) - Bonu. (「ノノアリゲーセンデート」?, "Nono arigēsen Dēto") - Bonus. (「デッサン!」?, "Dessan!") |                        |
| 19 | 4 gennaio 2024 | ISBN 978-4-08-883866-3 |
| 19 | Capitoli - 144. (体育祭ですっ！?, Taiik umatsuri desu!) - 145. (ROM完成ですっ！?, ROM kansei desu!) - 146. (オタク打ち上げですっ!??, Otaku uchiage desu!?) - 147. (次の四天王?, Tsugi no shiten'nō) - 148. (キューアンドエー?, Kyū ando Ē) - 149. (はじまりのコスプレ?, Hajimari no Kosupure) - 150. (リリサちゃんの衣装?, Ririsa-chan no ishō) - 151. (私のつばさ?, Watashi no tsubasa) - Bonus. (「JKまゆエリ初体験」?, "JK Mayu Eri shotaiken")                                                                                                   |                        |
| 20 | 4 luglio 2024 | ISBN 978-4-08-884071-0 |
| 20 | Capitoli - 152. (夏が来る?, Natsu ga kuru) - 153. (二度目の夏?, Nidome no natsu) - 154. (先生?, Sensei) - 155. (復活の日?, Fukkatsu no hi) - 156. (在りし日の次元?, Arishi hi no jigen) - 157. (並び立つ?, Narabitatsu) - 158. (借景?, Shakkei) - 159. (伝説級?, Densetsu-kyū) - Bonus. (「下着が決まらない」?, "Shitagi ga kimaranai") |                        |
| 21 | 4 ottobre 2024 | ISBN 978-4-08-884222-6 |
| 21 | Capitoli - 160. (エリ?, Eri) - 161. (愛のゆくえ?, Ai no yukue) - 162. (先生の決断?, Sensei no ketsudan) - 163. (次の最強?, Tsugi no saikyō) - 164. (ルルナ?, Ruruna) - 165. (アニメ?, Anime) - 166. (二度目の夏合宿ですっ！?, Futatabime no natsu gasshuku desu!) - 167. (ホラー脱出ゲームですっ！?, Horā dasshutsu Gēmu desu!) - Bonus. (橘美花莉はナメられる。?, Tachibana Mikari wa namerareru) |                        |
| 22 | 4 gennaio 2025 | ISBN 978-4-08-884381-0 |
| 22 | Capitoli - 168. (大人の話ですっ!??, Otona no hanashi desu!?) - 169. (次元の狭間で?, Jigen no hazama de) - 170. (3 次元の誘惑?, 3-jigen no Ririsa) - 171. (可愛すぎる女?, Kawai sugiru on'na) - 172. (それぞれの夢?, Sorezore no yume) - 173. (奧村正宗の憂鬱?, Okumura Masamune no yūutsu) - 174. (最後の文化祭?, Saigo no bunka matsuri) - 175. (メインステージ?, Mein Sutēji) - Bonus. (誘惑なんてしないんだからね!?, Yūwaku nante shinain dakara ne!)                                                                                             |                        |
| 23 | 2 maggio 2025 | ISBN 978-4-08-884547-0 |
| 23 | Capitoli - 176. (輝ける星?, Kagayakeru hoshi) - 177. (文化祭当日!?, Bunka matsuri tōjitsu!) - 178. (2.5次元の奥村?, Nitengo-jigen no Okumura) - 179. (いつか世界の半分を?, Itsuka sekai no hanbun o) - 180. (最後の仕事?, Saigo no shigoto) - 181. (裏目?, Urame) - 182. (くるみ?, Kurumi) - 183. (あとで処理?, Ato de shori) - Bonus. (「瀧会長の応援ですっ!」?, "Taki kaichō no ōen desu!") |                        |
| 24 | 3 ottobre 2025 | ISBN 978-4-08-884734-4 |

#### Capitoli non ancora in formatotankōbon
Questa lista è suscettibile di variazioni e potrebbe essere incompleta o non aggiornata.

- 184.  (最後のコミケ?, Saigo no Komike)
- 185.  (快晴?, Kaisei)
- 186.  (約束の地?, Yakusoku no ji)
- 187.  (羽ばたくには小さい?, Habataku ni wa chiisai)
- 188.  (凱旋?, Gaisen)
- 189.  (終点?, Shūten)
- 190.  (angeli ex machina?)
- 191.  (ひとつ愛の下?, Hitotsu ai no shita)
- 192.  (あのリリエル?, Ano Ririeru)
- 193.  (カラオケ再び?, Karaoke futatabi)

### Anime
Un adattamento anime è stato annunciato il 10 dicembre 2022. È prodotto da J.C.Staff e diretto da Hideki Okamoto, con la sceneggiatura scritta da Takao Yoshioka, il character design di Tomoyuki Shitaya e la colonna sonora composta da Hiroaki Tsutsumi. La serie è stata trasmessa dal 5 luglio al 13 dicembre 2024 su Tokyo MX e altre reti ed è divisa in due parti. Per la prima parte, la sigla d'apertura è Shutter Chance (シャッターチャンス?, Shattā Chansu) di Meichan, mentre quella di chiusura è Watch Me di Kaori Maeda e Akari Kitō. Per la seconda parte invece, la sigla d'apertura è Tsugihagi no tsubasa (ツギハギの翼?) di Soraru, mentre quella di chiusura è Release Sigh di Kaori Maeda, Akari Kitō, Sayumi Suzushiro e Sayumi Watabe nei panni dei rispettivi personaggi. Sentai Filmworks ha concesso in licenza la serie in Nord America, Australia e Isole Britanniche per lo streaming su Hidive. In Italia i diritti della serie sono stati acquisiti da Yamato Video che l'ha pubblicata in simulcast in versione sottotitolata sul canale Anime Generation di Prime Video.
Dopo la messa in onda dell'ultimo episodio, è stata annunciata una seconda stagione.

#### Episodi
| Nº | Titolo italiano Giapponese 「Kanji」 - Rōmaji | In onda           | In onda |
| Nº | Titolo italiano Giapponese 「Kanji」 - Rōmaji | Giapponese        |         |
| 1  | La nuova iscritta da un'altra dimensione 「異次元の新入生」 - Ijigen no shinnyūsei | 5 luglio 2024     |         |
| 1  | Masamume Okumura è un otaku, presidente e unico membro del club di manga del suo liceo, dove adora un personaggio immaginario di nome Liliel. Il suo amore per lei è tale che ignora completamente tutte le ragazze reali. Un giorno, una studentessa del primo anno di nome Ririsa Amano visita il club ed è decisa a iscriversi. Okumura tenta di dissuaderla, ma lei si dimostra un'otaku come lui, inoltre anche lei ama Liliel e vuole fare un suo cosplay. Okumura decide di approvare la sua iscrizione al club, ma rimane scioccato quando lei inizia a spogliarsi proprio davanti a lui per poter sfoggiare il suo costume da Liliel. Il giorno dopo, Okumura fatica a gestire Ririsa prima di rendersi conto che potrebbe essere l'amica otaku perfetta per lui. Questo dura solo fino a quando la cerniera del suo costume da Liliel si blocca. Mentre la aiuta, finisce per palpare inavvertitamente un suo seno con la mano. All'inizio lei non sembra interessata, ma dopo che Okumura fugge per l'imbarazzo, si vede che si è eccitata, anche se crede di avere solo la febbre. |                   |         |
| 2  | La possibilità di condividere 「併せの予感」 - Awase no yokan | 12 luglio 2024    |         |
| 2  | Una modella di nome Mikari Tachibana si trasferisce nella classe di Ririsa. Più tardi, nella sala del club, Ririsa si atteggia a scolaretta finché non inciampa di nuovo, questa volta con le mutandine in faccia a Okumura. All'inizio è entusiasta, finché non si ricorda che indossa ancora le sue vere mutandine. Dopo un po', Mikari affronta Okumura nella sala del club, che si rivela essere un suo amico d'infanzia. Con la scusa di essersi bagnata a causa di un'altra studentessa, Mikari inizia a stuzzicarlo. Quando lui le fa notare che non è cambiata, lei si arrabbia: è diventata una modella solo per attirare la sua attenzione, provocando un altro incidente in cui Okumura le cade addosso. Quando questo non lo eccita, lei capisce che lui è ancora ossessionato da Liliel e se ne va. I flashback mostrano che una volta Okumura l'ha salvata dai bulli. Tuttavia, anche quando lei cambiò il suo aspetto per assomigliare di più a Liliel, lui continuò a preferire quest'ultima a lei, così lei passò anni concentrandosi sulla sua carriera ma rimanendo innamorata di lui. Non volendo arrendersi, torna nell'aula del club e trova Okumura con Ririsa che fa il cosplay di Liliel. Mikari si arrabbia finché Ririsa non le chiede di fare il cosplay insieme per il prossimo servizio fotografico. |                   |         |
| 3  | Riri × Miri 「リリ×ミリ」 - Riri × Miri | 19 luglio 2024    |         |
| 3  | Mikari accetta impulsivamente di fare il cosplay per evitare che accada qualcosa tra Okumura e Ririsa. Inizialmente insiste per fare il cosplay di Liliel per attirare Okumura, ma quando Ririsa si spoglia, Mikari cambia idea. Così, si traveste da Miriella, amica demone di Liliel. Ririsa realizza un costume da Miriella, ma è ovvio che Okumura preferisce ancora Liliel. Alla ricerca disperata delle sue attenzioni, Mikari si mette in posa in modo da mettere in evidenza il suo sedere, che lei interpreta felicemente in modo sbagliato quando lui le dice che la ama. Mikari non è preparata al livello di lascivia che Ririsa richiede nella loro foto, ma accetta sperando di eccitare Okumura. Quando i loro costumi si aggrovigliano, Okumura finisce per vedere i seni di entrambe e sviene. Mikari si rende conto che se vuole avere qualche possibilità con Okumura, deve imparare ad apprezzare i manga tanto quanto lui. Mikari rivela che, essendo una modella professionista, le sue foto non possono essere utilizzate legalmente nel Rom di Ririsa. Nonostante ciò, Ririsa ha già abbastanza foto di sé, ma per modificarle ci vorranno quasi due giorni e dovrà nascondersi a scuola durante la notte per usare il computer. Mentre eludono la sicurezza, Okumura eccita inavvertitamente Ririsa quando le copre la bocca.                                                                                        |                   |         |
| 4  | Finalmente il primo evento! 「いざ初イベント!」 - Iza hatsu Ibento! | 26 luglio 2024    |         |
| 4  | Terminato il Rom, Okumura e Ririsa progettano di partecipare a un evento cosplay. Mikari chiede di sapere cosa Ririsa prova per Okumura, aiutando inavvertitamente Ririsa a capire che potrebbe avere una cotta per lui. In preda al panico per il fatto che l'evento potrebbe essere considerato un appuntamento, Ririsa fa scegliere a Mikari i suoi vestiti. Nel frattempo, Anche Okumura va nel panico, temendo che Ririsa volesse che fosse un appuntamento. Dopo l'imbarazzo iniziale, tuttavia, i due guardano insieme un anime fino all'inizio dell'evento. Ririsa ammette di essersi dimenticata di creare le copertine dei DVD del Rom e i poster pubblicitari, quindi il loro stand sembra amatoriale, soprattutto perché uno stand vicino è gestito da Magino, una cosplayer professionista, e Ogino, il suo fotografo. Tuttavia, i due sono amichevoli e offrono diversi consigli. Ririsa è troppo imbarazzata per vestire i panni di Liliel, quindi lei e Okumura non attirano clienti. Okumura prova gelosia nel vedere Ririsa in costume, ma quando lei si arrabbia per la situazione, la convince a fare il cosplay. Nello spogliatoio, Ririsa scopre di aver dimenticato diverse parti del suo costume e si dispera, ma riceve un aiuto inaspettato dalle altre cosplayer. Nonostante l'evento si concluderà a breve, l'improvvisa apparizione di Ririsa suscita un certo scalpore tra il pubblico.                         |                   |         |
| 5  | La fine del primo evento! 「初イベント終ろ!!」 - Hatsu Ibento owaro!! | 2 agosto 2024     |         |
| 5  | Ririsa viene avvicinata da così tante persone che Ogino organizza un vero e proprio servizio fotografico. Ririsa non riesce a decidere come posare e mostra accidentalmente le sue mutande, ma presto ci prende la mano. Secondo un recensore di cosplay, il personaggio di Liliel ha preso vita. Ririsa ricorda che sua madre non sostiene il suo hobby, ma quando Okumura tra il pubblico, assume la sua posa finale solo per lui. Molti spettatori notano che la posa rispecchia quella usata da Liliel per confessare il suo amore. In seguito, i cosplayer condividono le loro storie di orrore nel mondo del cosplay, tra cui quella di Ririsa che si lamenta del fatto che ci sono molti personaggi che non può interpretare a causa del suo grande seno, che la limita a costumi imbarazzanti e succinti o a vestiti larghi che la fanno sembrare grassa. Una delle cosplayer condivide la brutta notizia che Mayura, una famosa cosplayer e una delle ispirazioni di Ririsa, si è ritirata. Nonostante ciò, Ririsa è decisa a vedere le sue nuove amiche che fanno cosplay al Comiket estivo. Mentre si dirige verso casa, Ririsa ammette improvvisamente di essere spesso confusa con Okumura, ma di aver finalmente capito che ama averlo come fotografo. Okumura, che si aspettava una confessione, abbraccia subito la negazione fingendo di sentirsi sollevato.                                                                 |                   |         |
| 6  | Il senpai si allena in segreto?! 「先輩の秘密特訓!?」 - Senpai no himitsu tokkun!? | 9 agosto 2024     |         |
| 6  | Mikari è sollevata nel sapere che Ririsa ama Okumura come amico. Mentre è in corridoio, Ririsa incontra una nuova insegnante. Nel frattempo, quando Okumura vede Mikari indossare il costume di Liliel, Ririsa ne approfitta per sedurlo. Tuttavia, il suo rispetto per Liliel lo induce a rifiutare. Ririsa li sorprende ma, invece di arrabbiarsi, si diverte a vedere Liliel stessa. In seguito Okumura trascorre una giornata con Ogino e Magino per migliorarsi nello scattare fotografie. Riconoscendo che Okumura fatica a scattare foto sexy, Magino gli consiglia di parlare delle sue preferenze invece di reprimerle in modo malsano. Ogino gli parla subito delle quattro Deva del cosplay: Erika, Nagomi, Yoki e Mayura. Poiché Mayura si è ritirata, i suoi fan sperano che venga sostituita e molti sperano che sia la sconosciuta cosplayer di Liliel, Ririsa. Avendo imparato molto, Okumura riesce a scattare foto di qualità migliore a Ririsa, con quest'ultima che spera di continuare a migliorare insieme per potersi divertire ancora di più. Proprio in quel momento, il consiglio studentesco informa improvvisamente Okumura che, a causa della mancanza di membri, la sala del club verrà assegnata al club di ricerca sugli acquari. |                   |         |
| 7  | Serve un professore di riferimento 「顧問の先生が必要です」 - Komon no sensei ga hitsuyōdesu | 16 agosto 2024    |         |
| 7  | Il consiglio studentesco informa Okumura che il club di manga deve presentare relazioni e assumere un professore di riferimento per continuare ad occupare la stanza. Quando Okumura si avvicina a una nuova insegnante, Mayuri Hanyu, la riconosce come Mayura. Inizialmente è furiosa per essere stata scoperta, finché non scopre che il club di manga si concentra sul cosplay. Ammette che, pur amandolo, si è ritirata per intraprendere una carriera professionale. Quando incontra Ririsa, si innamora immediatamente del suo cosplay e si vergogna quando Ririsa, che non la riconosce, afferma che Mayura è il suo idolo. Mayuri accetta quindi di essere la loro consulente. Successivamente, Okumura deve inventare un rapporto che sembri legittimo per nascondere le loro attività di cosplay al consiglio. Mayuri consiglia a Okumura e Ririsa di leggere manga ai bambini delle scuole elementari, il che vale sia come attività di club che come volontariato. L'iniziativa ha un grande successo quando Ririsa legge il manga nei panni di Liliel. In seguito, Mayuri parla con la sua amica Eli del suo rimpianto per aver abbandonato il cosplay prima di avere la possibilità di indossare il miglior costume che avesse mai realizzato. Mayuri rimane sorpresa quando Okumura e Ririsa gettano via il falso rapporto sul club di manga, sostenendo che non sia quello che vogliono presentare al consiglio studentesco. |                   |         |
| 8  | Ami il cosplay? 「コスプレを愛してる？」 - Kosupure o aishiteru? | 23 agosto 2024    |         |
| 8  | Okumura e Ririsa spiegano di non voler più nascondere la loro passione per il cosplay e esprimo la loro intenzione di partecipare al CosStream di YokoSuka e di scrivere una relazione in merito. Mentre Mayuri inizialmente teme che possano essere ridicolizzati, la determinazione di Ririsa le fa cambiare idea. Tuttavia, avverte che per la relazione avranno bisogno di foto che mostrino Ririsa come la cosplayer più popolare. Altrove, una giovane donna otaku non ha interesse per gli uomini reali e adora il personaggio di un videogioco, il principe Kai. Ogino avverte che diventare popolari è difficile, dato che Nagomi interpreterà un personaggio che di recente è diventato virale, oltre ad avere sponsorizzazioni ufficiali. Nagomi si rivela poi essere la donna otaku. Al CosStream, tutta l'attenzione è rivolta a Nagomi nel padiglione B, mentre Ririsa e Magino sono nel padiglione A, che è quasi del tutto deserto. Ririsa è scioccata dall'incontro con Nagomi, che rivela di non essere interessata al personaggio che interpreta, ma di amare il cosplay in sé. Ririsa incontra presto alcune delle cosplayer che aveva conosciuto in precedenza. Ogino spiega che per attirare il maggior numero di persone, devono posizionarsi all'uscita dell'edificio B dopo la fine dell'esibizione di Nagomi. Nel frattempo, Ririsa rimugina sulle parole di Nagomi.                                                |                   |         |
| 9  | Tu non sei Liliel 「キミはリリエルじゃない」 - Kimi wa Ririeru janai | 30 agosto 2024    |         |
| 9  | Mayuri si reca al CosStream in incognito. Nel frattempo, Nagomi è frustrata dal fatto che Ririsa le ricordi la più popolare Mayura, quindi ha deliberatamente minato la fiducia di Ririsa per meschina gelosia. Altrove, Ririsa è troppo depressa per fare cosplay a causa delle parole di Nagomi. Quest'ultima scorge un ragazzo identico al principe Kai e insiste per rimanere nel personaggio per le foto finché non lo scorge nuovamente. Il suo improvviso servizio fotografico all'aperto rovina il piano di Okumura di sistemarsi all'uscita dell'edificio B, poiché l'intero pubblico si trova ora all'esterno. Ririsa si sente ancora peggio quando scopre che la gonna di Liliel è sparita. Temendo di aver deluso tutti, Okumura dice a Ririsa di non preoccuparsi della sala del club e di provare a ricordare perché ha iniziato ad amare il cosplay, quindi va a cercare la gonna. Quando Mayuri cerca di motivare Ririsa, quest'ultima si rende tardivamente conto del motivo per cui è diventata insegnante. Così indossa il costume che aveva preparato da anni e rivela a Ririsa di essere Mayura. Okumura riappare con la gonna mancante e Ririsa capisce che l'unico motivo per cui ha bisogno di fare cosplay è perché lo ama. Quando mancano pochi minuti alla conclusione del CosStream, Mayuri accetta di aiutare Ririsa a prepararsi rapidamente.                                                                   |                   |         |
| 10 | La nobile Mayura vs Nagomi! 「まゆら様VS753!!」 - Mayura-sama VS Nagomi!! | 6 settembre 2024  |         |
| 10 | Okumura tema che Nagomi se ne vada e che il CosStream possa concludersi senza che Ririsa possa esibirsi. Mayura appare all'improvviso, sbalordendo tutti e rubando metà del pubblico di Nagomi. Furiosa, Nagomi si toglie metà del suo costume, rendendolo sexy come quello di Mayura, per cercare di superarla, tuttavia, ciò non fa che alimentare la sua insicurezza. Mayura ricorda quanto fosse felice Nagomi prima di diventare una professionista e si rammarica che non abbiano mai avuto la possibilità di diventare amiche. Nagomi si arrabbia quando Mayura se ne va bruscamente e viene sostituita da Liliel. Nonostante Nagomi faccia il cosplay di un personaggio popolare attuale, Liliel era adorata dal pubblico quando erano bambini e la sua apparizione provoca una scarica di nostalgia. Mentre il pubblico continua a spostarsi nella direzione di Liliel, Nagomi non riesce a capire come Ririsa si stia divertendo così tanto con un pubblico più piccolo, finché non si rende conto di essere gelosa perché Ririsa è proprio come lei quando ha iniziato a fare cosplay. Si rende anche conto di aver odiato il cosplay per anni e quasi crolla. Mayuri si mostra preoccupata per lei fino a quando Nagomi smette di interpretare il personaggio e inizia a posare come se stessa, divertendosi di nuovo come cosplayer.                                                                                             |                   |         |
| 11 | L'armatura magica 「魔法の鎧」 - Mahō no yoroi | 13 settembre 2024 |         |
| 11 | Ririsa e Nagomi iniziano a capirsi grazie al cosplay. Il CosStream si conclude con la domanda se Ririsa sarà la prossima Deva. Mayuri incontra la sua amica Eri per la prima volta da quando si è ritirata. Nel frattempo, Nagomi e Ririsa si incontrano e diventano amiche. Nagomi vede Okumura e capisce che è il sosia di Kai, quindi si prende una cotta e gli chiede di prendere in considerazione l'idea di fare cosplay. Nagomi scopre di non poter più utilizzare il suo camerino e deve cambiarsi con Ririsa e le altre. All'inizio teme di essere messa in ridicolo come accade online, poi va nel panico quando non può spogliarsi da sola perché è stata vestita dai suoi assistenti, ma con sua grande sorpresa le altre si offrono di aiutarla perché la rispettano. Nagomi mostra a Ririsa che il suo cosplay di Liliel è già diventato virale. Durante il viaggio di ritorno, Mayuri sembra ascoltare Ririsa e Okumura che si confessano i loro sentimenti reciproci. Tuttavia, è delusa nell'apprendere di aver interpretato male la loro conversazione. A scuola, Mayuri spiega la situazione al preside, che insiste che tutte le attività del club devono essere decise dal consiglio studentesco. Alla fine, Ririsa si ritrova al centro dell'attenzione in classe. |                   |         |
| 12 | Le 5 nova 「5人の新星」 - 5-nin no shinsei | 20 settembre 2024 |         |
| 12 | Ririsa scopre di essere l'unica studentessa della classe ad essere bocciata in tutte le materie. Nel frattempo, Mayuri spiega a Okumura che, sebbene il preside e il presidente del consiglio studentesco abbiano apprezzato il desiderio suo e di Ririsa di rendere pubbliche le loro attività, vogliono mantenere il segreto per evitare che Ririsa sia un potenziale bersaglio del bullismo. In seguito il presidente li informa che, pur potendo tenere la loro stanza, non possono possedere materiale scabroso a scuola. Mikari scopre che Mayuri è Mayura, e quest'ultima inizia a insegnare a Ririsa come realizzare i costumi, scoprendo quanto fosse difficile prima che il cosplay diventasse molto popolare. Durante una chat vocale, Ogino rivela a Okumura che Liliel è stata fotografata dal Signor Foto, l'influente fotografo che ha coniato il titolo delle quattro Deva, e che ha incluso Liliel nella sua classifica delle cinque stelle nascenti del cosplay, le 5 nova. Quando Okumura esprime il suo disappunto per il fatto che Ririsa si sia classifica solo quinta, Ogino fa notare che quella al quarto posto, Nonoa, è un'altra esordiente che è diventata virale grazie al suo atteggiamento da principessa di ghiaccio. Ririsa è entusiasta quando scopre di essere stata inclusa nella lista. Altrove, una ragazza sconosciuta visualizza le foto di Liliel online.                                            |                   |         |
| 13 | Riuscirò a farmi degli amici? 「友達できるかな」 - Tomodachi dekiru ka na | 27 settembre 2024 |         |
| 13 | Mentre Ririsa e Okumura fanno acquisti in un negozio di materiali, la ragazza sconosciuta si trova lì per caso e deduce facilmente che Ririsa è Liliel, quindi invita Ririsa a un evento di Cinderella Stars prima di scappare. Sospettando che si tratti di Nonoa, Ririsa accetta l'invito, ma ha solo una settimana per realizzare un costume a tema. Nel frattempo, Nonoa dimostra di soffrire di una forte ansia sociale, che le fatto guadagnare la fama di principessa di ghiaccio ma le ha impedito di stringere amicizia, e ora spera disperatamente di diventare amica di Liliel. Il giorno dell'evento, Nonoa è intimidita nel vedere che Ririsa ha già molti amici. Origlia, e scopre con sgomento che Ririsa ha preso il suo invito come una sfida. In seguito cerca di spiegare l'equivoco, ma il suo sguardo spaventa Ririsa. Poiché Cinderella Stars è un gioco per smartphone, Ririsa rivela che il suo costume è quello di Liliel - angelo del palcoscenico - presente in un evento crossover. Nonoa tenta di chiedere a Ririsa di posare insieme, ma Ririsa lo chiede prima di lei. Nonoa scappa dopo aver avuto un attacco di panico e i flashback mostrano che la sua ansia è iniziata quando alcune bulle la definivano strada perché parlava sempre di manga. Alla fine, Nonoa si sorprende quando Okumura viene a cercarla preoccupato.                                                                                |                   |         |
| 14 | Insieme a te 「あなたと一緒に」 - Anata to issho ni | 4 ottobre 2024    |         |
| 14 | Nonoa è sorpresa che Okumura pensi che lei odi Liliel, mentre in realtà vuole essere sua amica. Quando Okumura aspetta pazientemente che lei parli, Nonoa inizia a capire che non tutte le persone la giudicano. Alla fine lo ringrazia per averla aiutata al negozio di materiali prima di scappare a cercare Liliel. Nel frattempo, Ririsa fatica a esibirsi perché teme che Nonoa la odi, così Nagomi la esorta a parlare direttamente con Nonoa. Nonostante alcuni ritardi con i loro fan, Ririsa trova Nonoa e chiede coraggiosamente di posare insieme. Alla fine Nonoa riesce a farlo e le due iniziano a comunicare attraverso il loro amore per il cosplay. Non avendo mai sentito Nonoa parlare prima, i fan si scatenano. In seguito, Nonoa non riesce ancora a parlare, facendo sentire Ririsa una seccatura e rendendo Nonoa ancora più antipatica. Terrorizzata per aver perso la sua occasione, Nonoa supera i suoi dubbi e finalmente parla, chiedendo a Ririsa di essere sua amica. Altrove, Mikari teme che Okumura si stia allontanando sempre di più da lei e annuncia a sorpresa di fare regolarmente cosplay, mandando nel panico il suo manager per il potenziale danno alla sua immagine professionale. |                   |         |
| 15 | Alla me stessa di domani 「明日の私へ」 - Ashita no watashi e | 11 ottobre 2024   |         |
| 15 | Nonoa va nel panico quando Nagomi la riconosce senza costume. Ignorando che Nonoa e Ririsa sono amiche, Nagomi chiede a Nonoa di lasciare in pace Liliel, ma Ririsa chiarisce l'equivoco. Nonoa riprende quasi la sua abitudine di parlare senza ascoltare, ma riesce a chiedere prima l'opinione di Ririsa e a fare una vera conversazione. Nelle vicinanze, un'altra cosplayer alle prime armi, Aria Kisaki, è impressionata da loro. Dopo la scuola, Nonoa incontra Ririsa e Okumura per un servizio fotografico in un vero studio di proprietà dell'amica di Mayuri, Chika. La depressione di Nonoa inizia a farsi strada quando diventa evidente che lei e Ririsa hanno motivazioni molto diverse per il cosplay, prima di riprendersi. La loro sessione viene presto interrotta da Aria, che chiede di essere amica di Ririsa e di posare insieme. Non essendo abituate ad avere a che fare con una personalità così estroversa, Nonoa e Ririsa faticano a capirla, soprattutto Nonoa che si risente della facilità con cui ha chiesto l'amicizia e del suo interesse più grande nel diventare famosa che nell'amare il cosplay in sé. Aria reagisce con forza a questa situazione, insistendo sul fatto che, nonostante sia abbastanza bella per fare la modella o l'attrice, ha dei motivi per voler diventare famosa. Non avendo alternative, Nonoa e Ririsa lasciano che Aria si unisca a loro.                                     |                   |         |
| 16 | Il mio modo di fare 「私のやり方」 - Watashi no yarikata | 18 ottobre 2024   |         |
| 16 | Nonoa è furiosa quando Aria si cambia semplicemente con un reggiseno sportivo e insiste che sta facendo il cosplay di Pearl di Princess Channel. Anche Ririsa è infastidita dal fatto che Aria abbia semplicemente scelto un personaggio popolare ma non si sia mai preoccupata di conoscerlo. Insiste quindi che Aria inizia a guardare molti anime per trovare un personaggio che le piaccia. La formazione di Aria inizia nella sala del club, dove si rende subito conto che l'anima la annoia e dubita che possa amare un personaggio al punto da farne un cosplay. Grazie all'impegno e alla dedizione, Aria si appassiona all'anime Liliel, che secondo lei le ricorda un manga della sua infanzia. Aria guarda altri anime e inizia a sviluppare la sua personalità di otaku, finché alla fine decidere di fare il cosplay di Ariel, un altro angelo dell'anime Liliel. In seguito, Nonoa trova online delle immagini di Aria che fa il cosplay di Melia de Le Guerre della Valchiria, un manga che è stato criticato come una copia de Le Cronache di Ashford e che è stato cancellato dopo soli dieci capitoli. All'inizio Aria è riluttante a spiegare perché ha scelto Melia. Tuttavia, dopo le sollecitazioni di Nonoa, Aria ammette che è stato suo padre a creare Le Guerre della Valchiria. |                   |         |
| 17 | Voglio essere una dei vostri 「仲間になりたい」 - Nakama ni naritai | 25 ottobre 2024   |         |
| 17 | Aria ricorda che dopo la cancellazione de Le Guerre della Valchiria, suo padre, Yo, non riuscì più a realizzare un altro manga e cade in depressione. La madria di Aria fu costretta a divorziare da Yo e l'ultima volta che Aria gli parlò gli disse che lo odiava. Ora Aria vuole diventare popolare vestendo i panni di Melia, in modo che suo padre veda che qualcuno ama ancora il suo manga. Ririsa decide di preparare Aria per il cosplay di Ariel in tempo per il Comiket estivo, il più grande evento dell'anno. Ririsa invita anche Mikari a vestire i panni di Miriella. Mikari accetta, perché ha passato mesi a convincere la sua agenzia a farle fare il cosplay, con lo scopo di impressionare Okumura. Sotto la guida di Ririsa, Aria inizia a cucire il proprio costume, anche se si chiede perché le altre si fidino di Okumura al punto da cambiarsi davanti a lui. Okumura torna a casa e le ragazze escono a cena insieme, dove Aria decide di cimentarsi nel cosplay per i suoi nuovi amici. Due settimane dopo, Aria riesce a completare il suo costume. La sera stessa, sente sua madre parlare con rabbia al telefono con l'ex suocera e scopre per la prima volta che suo padre è apparentemente morto anni prima. |                   |         |
| 18 | Destino 「運命」 - Unmei | 1º novembre 2024  |         |
| 18 | Nella sala del club, Aria è decisa a fare il cosplay in memoria del padre dopo essere stata consolata dai suoi amici. Okumura sente che c'è qualcosa che non va e alla fine scopre che Yo era un assistente di Takamatsu, l'autore de Le Cronache di Ashford. Ciò lo porta a confrontare i disegni de Le Guerra della Valchiria con quelli di un altro manga e a concludere con sicurezza che Yo ha creato lo spin-off La Storia di Liliel. Poiché questo è ancora in corso di serializzazione, Yo deve essere vivo. Altrove, Yo sta lavorando all'ultimo capitolo de La Storia di Liliel. Nella sua scrivania conserva anche l'unica lettera di un fan, che per coincidenza è stata inviata da Okumura. Spiega a Mita, uno dei suoi assistenti, come quella lettera lo abbia tenuto lontano dalla disperazione totale. Aria conferma poi che l'uomo a cui si riferiva la madre era una parente di suo padre. Aria si rende conto che se il loro cosplay avrà successo, suo padre potrebbe venirne a conoscenza. Quando Mayuri avverte tutti di quanto sia grande il Comiket estivo, Mikari rivela di aver annunciato che parteciperà a un cosplay in un programma televisivo. Mita passa subito la notizia a Yo. Dopo settimane di preparativi, il Comiket estivo ha inizio. |                   |         |
| 19 | Finalmente il Comiket estivo! 「いざコミですっ!」 - Iza Komike de sutsu! | 8 novembre 2024   |         |
| 19 | Al Comiket estivo, il gruppo incontra Ogino e Magino, che li informa che il Signor Foto ha rivelato le sue stelle nascenti del secondo e terzo posto, le gemelle Lemon e Lime, che vestono i panni delle cameriere gemelle Shiro e Kuro del manga Hell Maids. Nel frattempo, Yo non parteciperò al Comiket estivo, ma Mita continua a monitorarlo per lui. All'evento, Ririsa è sorpresa quando Okumura le chiede di fare del suo meglio per lui. Nelle vicinanze, Lemon si rende conto di avere un pezzo del costume di Lime e per caso chiede a Okumura di portarlo nel camerino degli uomini, rivelando che Lime è in realtà un ragazzo. Mentre il club del manga si aggira per l'edificio, iniziano a rendersi conto di quanto sarà difficile distinguersi dalla massa. Mayuri e Ogino mettono in guardia Okumura sulle sfide del Comiket estivo: è così grande che il pubblico si muove in continuazione, quindi mantenere la loro attenzione è quasi impossibile. Le ragazze non sono abituate a fare cosplay congiunti, con il risultato di avere foto poco coreografiche che nessuno vuole pubblicare online. Infine, se da un lato le cosplayer hanno bisogno di fare una pausa, dall'altro rischiano di perdere il pubblico che avevano. Ririsa si rende conto che, a meno che non facciano qualcosa di drastico, il loro piano fallirà.                                                                                            |                   |         |
| 20 | Il mondo creato insieme agli amici 「友達と作る世界」 - Tomodachi to tsukuru sekai | 15 novembre 2024  |         |
| 20 | Le altre notano che Ririsa è talmente perfezionista da non smettere di interpretare il personaggio nemmeno per bere dell'acqua. Anticipando il problema, Okumura regala a Ririsa un rarissimo set da pranzo de La Storia di Liliel, completo di thermos. Una volta che le ragazze riprendono il cosplay comune, Okumura le aiuta facendo da punto focale. Tuttavia, Ririsa crolla per un colpo di calore. Altrove, Mita è deluso dal fatto che il primo giorno non si sia parlato di Liliel e che non siano state pubblicate foto online. Quando Ririsa si rimprovera per l'accaduto, Nonoa la sgrida per aver cercato di fare tutto da sola. Ririsa accetta e Mikari, Nonoa e Aria trascorrono il pomeriggio a praticare le pose del manga. Nonoa scopre presto che una foto di lei che porta Liliel dal medico è diventata virale. La mattina dopo, si forma una grande folla per fotografare le ragazze non appena arrivano. Grazie alla pratica, le cose migliorano in maniera significativa per loro, tanto da rivaleggiare con la popolarità di Lemon e Lime. Aria è grata a Ririsa perché comincia a sentire di essere davvero dentro la storia scritta da suo padre, mentre Ririsa è felice di divertirsi con le sue amiche. |                   |         |
| 21 | La storia del protagonista 「主人公の物語」 - Shujinkō no monogatari | 22 novembre 2024  |         |
| 21 | In un flashback, la madre di Aria non ha problemi se la figlia vuole vedere Yo e le chiede di trasmettergli un messaggio. Nel presente, le foto delle ragazze vengono pubblicate online e Yo riconosce immediatamente Aria e si precipita al Comiket. Vedendo Aria per la prima volta dopo anni, Yo si vergogna di aver dato priorità alla creazione di manga rispetto a lei e decide di andarsene. Aria lo scorge in lontananza e manda Okumura a bloccarlo mentre lei si cambia il costume. Mentre chiede l'autografo di Yo, Okumura rimane scioccato nell'apprende che il fumettista disprezza se stessa per aver creato Le Guerra della Valchiria. Quando Okumura lo difende appassionatamente, Yo capisce che è stato Okumura a scrivergli una lettera dieci anni prima. Aria arriva con il suo costume di Melia e Yo si scusa per averla abbandonata e si riconciliano in lacrime. Yo è felice che il suo lavoro abbia dei fan così fedeli, visto che aveva intenzione di concludere La Storia di Liliel. Dopo aver incontrato i ragazzi, decide di continuare la serie il più a lungo possibile. Aria trasmette poi il messaggio della madre: quando Yo creerà finalmente un nuovo manga tutto suo, sarà meglio che sia lei la prima a leggerlo. |                   |         |
| 22 | Questo mondo meraviglioso 「この素敵な世界」 - Kono sutekina sekai | 29 novembre 2024  |         |
| 22 | Il terzo giorno del Comiket estivo, Okumura ricorda che Mayuri ha detto al club di manga di cercare una cosplayer specifica. Mentre sono in giro per l'edificio, incontrano Magino, Eri, Mayuri e Nagomi lungo la strada. Dopo un po' trovano finalmente la cosplayer, che si rivela essere Erika Awayuki, una delle quattro Deva del cosplay. Prima che il club di manga se ne vada, Aria rivela che i suoi genitori si sono riconciliati. Il quarto e ultimo giorno del Comiket estivo, Okumura e Ririsa partecipano insieme all'evento vestendo rispettivamente i panni di Ashford e Liliel. Durante una pausa, Ririsa è in conflitto con i suoi sentimenti per Okumura dopo averlo ringraziato per averla ispirata prima di imbattersi in una cosplayer cinese di Liliel di nome Xiaoyu. Ririsa prova presto gelosia quando Xiaoyu posa con Okumura. Dopo aver chiarito i malintesi da tutte le parti, i ragazzi si salutano. Quando tornano a casa, Okumura è altrettanto combattuto riguardo ai suoi sentimenti per Ririsa. |                   |         |
| 23 | Club di manga on the beach 「漫研 on the beach」 - Manken on the beach | 6 dicembre 2024   |         |
| 23 | Mayuri porta il club di manga in spiaggia nell'ambito di un campo di addestramento estivo. Una volta arrivati lì, Okumura cerca di seguire il consiglio di Mayuri di vedere le ragazze al di là del loro cosplay per poter scattare foto migliori. Alla sera, il club di manga va a fare un tour in un cimitero infestato. Mentre sono soli insieme, Aria si rende conto di provare qualcosa per Okumura. Mentre aspettano gli altri, Okumura ammette che in passato gli piacevano le ragazze vere, tanto da avere una cotta. Tuttavia, ha sviluppato problemi di fiducia dopo che sua madre lo ha abbandonato. Il giorno dopo, Okumura si prepara per un servizio fotografico con le ragazze. Durante il servizio, riesce a scattare una foto autentica di Mikari nei panni di se stessa. Dopo un paio d'ore, sembra capire il significato del consiglio di Mayuri. Nel frattempo, notando la reazione di Okumura quando vede Ririsa, Mikari esce dalla stanza. Quando Ririsa la raggiunge, Mikari rivela di essere innamorata di Okumura. |                   |         |
| 24 | Ririsa a 2.5 dimensioni 「2.5次元のリリサ」 - Nitengo-jigen no Ririsa | 13 dicembre 2024  |         |
| 24 | Mentre Ririsa elabora ciò che ha appena sentito, Mikari cerca di andarsene ma l'altra la ferma. Mikari ammette subito che, nonostante tutti i difetti di Okumura, lo ama ancora. A sua volta, Ririsa ammette di essere in conflitto con i suoi sentimenti per Okumura. Rendendosi conto di considerare Ririsa una sua amica, Mikari, ora sollevata, dà a quest'ultima la sua benedizione per perseguire anche Okumura. A loro insaputa, il ragazzo ha ascoltato la loro conversazione. Si preoccupa quindi di come gestire la situazione con Mikari, prima che Mayuri gli consigli di aprire gli occhi a coloro che gli vogliono bene. Una volta ripreso il servizio fotografico, Okumura dice a Ririsa che vuole immortalare la sua specifica Liliel. Di conseguenza, riesce a scattare una foto autentica di Ririsa nei panni di se stessa. Qualche tempo dopo, il club di manga si riunisce nella sala del club per vedere insieme un rimontaggio dell'anime di Liliel ad opera di Okumura. |                   |         |

### Videogioco
Un videogioco per smartphone sviluppato da Aiming e Team Caravan e intitolato Nitengo-jigen no yūwaku tenshi-tachi no Stage (2.5次元の誘惑 天使たちのステージ?, Nitengo-jigen no yūwaku tenshi-tachi no sutēji) è stato annunciato durante il Jump Festa 2024. È stato pubblicato per iOS, Android e PC tramite DMM Games il 3 settembre 2024.

## Accoglienza
Itachi Utada di Famitsū ha elogiato la storia e i personaggi della serie, apprezzando gli elementi cosplay presenti. Eiichirō Oda, autore di One Piece, ne ha consigliato la lettura.
Nel Next Manga Award 2020, la serie si è classificata al quarto posto nella categoria web manga. La serie ha un milione di copie in circolazione tra la versione digitale e quella cartacea.